# لوسيان بومونت
لوسيان بومونت هو سباح كندي، ولد في 5 فبراير 1931.

## روابط خارجية
- لوسيان بومونت على موقع الاتحاد الدولي للسباحة (الإنجليزية)
- لوسيان بومونت على موقع SwimRankings.net (الإنجليزية)
- لوسيان بومونت على موقع اللجنة الأولمبية الدولية (الإنجليزية)
- لوسيان بومونت على موقع أوليمبيديا (الإنجليزية)
- لوسيان بومونت على موقع اتحاد ألعاب الكومنولث (مؤرشف) (الإنجليزية)